# Cratere Donati
Donati è un cratere lunare di 35,84 km situato nella parte sud-orientale della faccia visibile della Luna, a nord-est del cratere Faye.

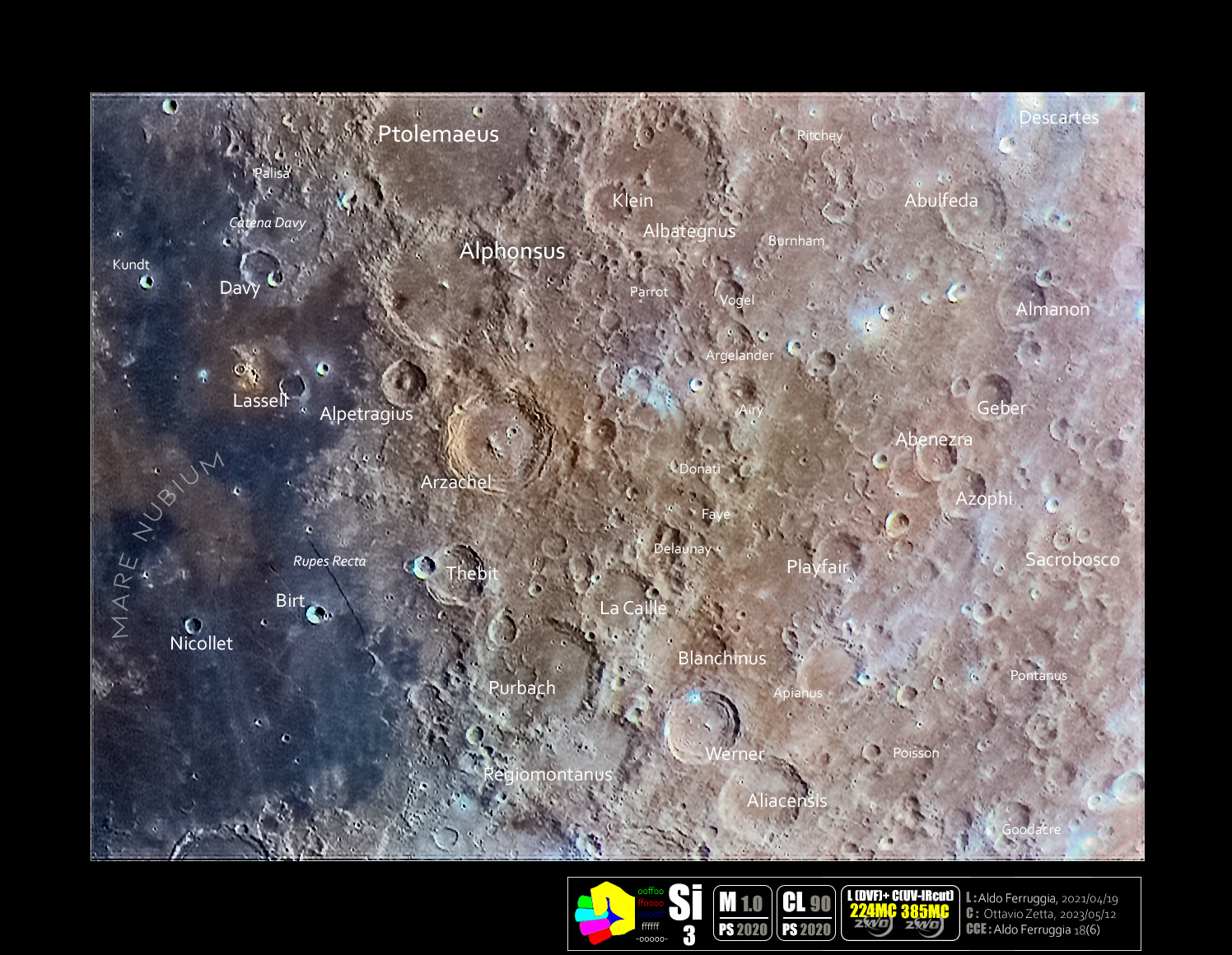
Il cratere con le strutture vicine in una Immagine Selenocromatica(Si)

Il bordo esterno del cratere è stato profondamente modificato da numerosi impatti situati all'interno, particolarmente nel bordo sud e nel bordo est, dove si trovano altri piccoli crateri. Il fondo del Cratere Donati è irregolare e contiene crateri più piccoli, particolarmente a sud e a sud-est.
Il cratere è dedicato all'astronomo italiano Giovanni Battista Donati.

## Crateri correlati
Alcuni crateri minori situati in prossimità di Donati sono convenzionalmente identificati, sulle mappe lunari, attraverso una lettera associata al nome.
| Donati | Coordinate           | Diametro (in km) |
| ------ | -------------------- | ---------------- |
| A      | 19°42′00″S 4°29′24″E | 7,91             |
| B      | 20°26′24″S 5°40′48″E | 11,55            |
| C      | 19°58′12″S 3°24′36″E | 7,77             |
| D      | 22°07′12″S 5°45′00″E | 4,48             |
| K      | 21°09′36″S 6°46′12″E | 14,34            |